# 崔邪利
崔邪利（？—？），一名耶利，清河郡东武城县（今河北省衡水市故城县）人，刘宋、北魏官员。

## 生平
元嘉二十七年十一月辛卯（450年12月24日），魏太武帝拓跋焘率领军队从东安山向下邳进军，刘宋的鲁郡被攻克，刘宋邹山戍主、宣威将军、鲁郡阳平郡二郡太守崔邪利被俘后投降。崔邪利被赐予临淄子的爵位，出任广宁郡太守，在任内去世。崔邪利的长子崔怀顺因为父亲进入北魏，所以没有在刘宋做官，等到北魏攻克青州，崔怀顺迎接崔邪利的灵柩，归葬于青州。

## 家庭

### 子女
- 崔怀顺
- 崔次恩，北魏政州主簿
- 崔氏，嫁张氏
- 崔氏，嫁北魏怀宁县县令刘休宾
- 崔法始，庶子，北魏临淄子